# Poicephalus robustus
El lorito robusto (Poicephalus robustus) es una especie de ave de la familia de los loros (Psittacidae) endémica de África.

## Taxonomía
El lorito robusto se reconoce como especie recientemente. 
Desde que Gmelin en 1788 descubriese a este loro hasta que Clancey en 1997 lo reconociese como una especie distinta. La propuesta de Clancey era de crear una sola especie entre el Poicephalus robustus y el Poicephalus fuscicollis, para ello Clancey y Wirminghaus (1997) se basaron en las diferencias morfológicas, ecológicas y biogeográficas. 
También observaron la secuenciación del ADN.
Después de esto se dieron válidos los criterios para formar la especie nominal con el nombre de Poicephalus robustus y con sus 3 subespecies (Poicephalus robustus, Poicephalus suahelicus, Poicephalus fuscicollis).

## Área de distribución
La especie nominal se encuentra primordialmente toda la parte este de Sudáfrica, bien es cierto, que las aves no conocen de fronteras y se pueden encontrar en países alrededores como Mozambique.

## Datos de conservación y exportaciones
Existe una gran controversia entre la situación de conservación del Poicephalus robustus. 
El 6 de junio de 1981 en loro del cabo es catalogado en el apéndice II de CITES (Convención sobre el Comercio Internacional de Especies Amenazadas de Fauna y Flora Silvestres).
En 1988 se incluye por primera vez en la lista roja de especies amenazadas de la UICN como especie en menor preocupación.
La causa de que el loro del cabo no esté en peligro crítico se debe a que las subespecies de este comprenden un área de difusión muchísimo mayor a la de la especie nominal, con lo cual, esto conlleva a un crecimiento de la población de subespecies y a la disminución de la especie nominal. Las subespecies ocupan toda la África central y occidental, mientras que el Poicephalus robustus solo habita en algunas provincias de Sudáfrica como son Eastern Cape, KwaZulu-Natal y Limpopo.
Con el tiempo los Poicephalus robustus, han descendido drásticamente su población debido a la tala incontrolada de los bosques de Sándalo para fabricar muebles. Llegando así a que solo existe el dos por ciento de los bosque de Sándalo.
En cautividad este loro existe en pequeñas cantidades por varios países de Europa y sin muchos exitosos avances de cría, con lo cual el primer objetivo para conservar la especie nominal es controlar la tala de bosques, puesto que los loros del cabo tienen que viajar muchos kilómetros para alimentarse, como no hay comida tienen que descender para alimentarse de los campos de cultivo donde muchos mueren porque son cazados por los dueños de los campos de cultivo.
Los bosques también son necesarios en la vida de los Poicephalus robustus puesto que en las cavidades de estos árboles ellos anidan, se alimentan.
El comercio ilegal y legal constituye otro punto a destacar en la conservación de esta especie.
Desde 1998 los países con más exportaciones legales han sido Tanzania, Guinea-Bissau, Guinea, República Democrática del Congo y Costa de Marfil. Lo que da a pensar que la especie nominal ha sido la menos afectada en cuanto al comercio mientras que las subespecies han sido las más afectadas y las más comercializadas. Esto se puede saber observando el área de difusión de las subespecies y los países con más exportaciones realizadas.
Las enfermedades también son una gran amenaza, sobre todo en la especie nominal. La enfermedad de PBFD o enfermedad de pico y pluma (Psittacine Beak and Feather Disease virus) es la que más muertes ha causado a los Poicephalus robustus.

## Hábitat
Los Poicephalus robustus habitan en un área de 3.100.000 km². 
Podríamos decir que esa superficie la habitan primordialmente las subespecies puesto que la especie nominal solo se encuentra en unas provincias de Sudáfrica. Esta especie pasa casi todo su tiempo en busca de comida y agua donde se les suelen ver en grupos de 5 a 10. 
Anidan en los huecos de los árboles de Sándalo, entonces la hembra se queda con los huevos o los polluelos mientras que el macho se encarga de alimentarla y de ir a buscar comida y agua.
Debido a la tala de árboles de Sándalo los loritos robustos tienes que buscar otro tipo de árboles donde anidar y buscar comida, estos son los bosques de Podocarpus entre 1.000 y 1.500 metros de altitud donde allí se alimentan de los endocarpios de Podocarpus y de otro tipo de árboles frutales.

## Descripción, dimorfismo sexual y cría
El loro de cabo se parece mucho al loro jardinero (Poicephalus gulielmi) en sus tonalidades verdes y sus tonalidades anaranjadas.
Su color predominante es el verde. Un verde muy oscuro y con algunos rasgos en negro en la parte de las alas y con un verde brillante y claro en el pecho. 
Los muslos y los hombros adquieren una coloración naranja y roja. En la frente existe una coloración roja que nos permite saber y diferenciar cual es el macho de la hembra, ambos tienen plumas rojizas en la frente, pero la hembra tiene bastante más coloración. A diferencia de los Poicephalus gulielmi que en los dos sexos poseen coloración en la frente. 
La cabeza y el cuello son de una tonalidad grisácea y marrón pálidos que llega hasta el pecho y la espalda donde se mezcla con el verde de ambas tonalidades.
Las patas son grisáceas y los iris de color castaño oscuro. Estos loros son los más grandes de su género Poicephalus llegando a medir 33 y 35 cm de altura. Tienen un enorme pico, el macho pesa 300 - 400 gramos y la hembra pesa ligeramente menos 280 – 350 gramos.
Los inmaduros poseen la cabeza y el cuello de un color oliva pálido, no poseen tonalidad rojiza en los hombros, en los muslos y ni en la frente. No obstante se afirma que cuando son jóvenes poseen una coloración mucho más llamativa y que los jóvenes sí que tienen coloración roja, pero la pierden en la segunda muda.
Son pocas especies de las que se dispone información en la avicultura, pero se conoce que después de la reproducción la hembra pone 3 o 4 huevos con intervalos de 3 días entre cada huevo después los huevos eclosionan después de 25 o 28 días. Mientras tanto el macho va en busca de comida y de agua para alimentar a la madre. Entre 40 y 50 días comienzan a salir del nido como otras especies de Poicephalus.

## Subespecies
- Poicephalus robustus robustus: conocida como especie nominal, habita en una pequeña zona entre Mozambique y Sudáfrica.

- Poicephalus robustus suahelicus: posee una coloración gris brillante confundiéndose con el color plata, a diferencia de la especie nominal la hembra tiene coloración anaranjada en los muslos y en los hombros y en el céreo, mientras que el macho no. Pesan más que la especie nominal y el peso entre el macho y la hembra es casi exacto. Su área de difusión se extiende desde Mozambique, Zimbabue, Zambia, Angola, y mitad sur de Tanzania y República democrática del Congo. También puede encontrarse en el norte de Namibia y Botsuana.

- Poicephalus robustus fuscicollis: se encuentra presente en la zona occidental de África en los países tales como Senegal, Gambia, Malí, Guinea, Costa de Marfil, Burkina Faso, Nigeria, Togo, Ghana y Benín. Es la menor en cuanto al tamaño y la más parecida al Poicephalus robustus suahelicus, se diferencian en que posee una tonalidad más azulada en la zona de las alas.